# Cmentarz w Majdanie Starym
Cmentarz w Majdanie Starym – nekropolia w Majdanie Starym złożona z kwatery rzymskokatolickiej oraz starszej kwatery unicko-prawosławnej, na terenie której od 1992 również odbywają się pochówki rzymskokatolickie.

## Historia
Dokładna data powstania cmentarza nie jest znana. Powstał on około połowy XIX wieku, zastępując nekropolię istniejącą do tej pory na placu przycerkiewnym. Wytyczony został dla miejscowej ludności unickiej, zaś w 1875 został, wskutek likwidacji unickiej diecezji chełmskiej, przemianowany na prawosławny. W 1919 cerkiew w Majdanie została zrewindykowana na rzecz Kościoła rzymskokatolickiego, to samo stało się z cmentarzem. Początkowo katolicy utworzyli osobną nekropolię sąsiadującą od zachodu z cmentarzem obrządku wschodniego; do 1992 teren ten zapełnił się i również teren dawnego cmentarza prawosławnego został przeznaczony pod pochówki łacińskie.
W rzymskokatolickiej części cmentarza znajduje się kaplica cmentarna z I połowy XIX w., która pierwotnie znajdowała się w Majdanie Nowym, przy drodze. Znajdujące się w niej nagrobki skierowane są na zachód, jest kilkadziesiąt pomników sprzed II wojny światowej, w tym pomnik nagrobny Zofii Ossowskiej, żony powstańca styczniowego i Leona Roszkowskiego, zarządcy klucza księżpolskiego, z 1933. W tej części cmentarza położona jest również zbiorowa mogiła 65 ofiar niemieckiej pacyfikacji Majdanu Starego 3 lipca 1943 oraz grób żołnierzy Armii Krajowej. W starszej, unickiej, a następnie prawosławnej części nekropolii znajduje się najstarszy na cmentarzu nagrobek datowany na 1866, grób prawosławnego proboszcza miejscowej parafii Juliana Sajkiewicza (zm. 1905) oraz nagrobki członków jego rodziny oraz kolejna grupa pomników sprzed II wojny światowej.
Nagrobki powstałe przed 1945 to w większości krzyże na prostopadłościennych postumentach, prawosławne lub łacińskie, są też krzyże na stellach lub słupach imitujących pnie drzew. Zdobione są gzymsami, trójkątnymi tympanonami, draperiami, wolutami. Na terenie cmentarza rośnie 25 lip, powierzchnię nekropolii porasta trawa, rozchodnik, rojnik i konwalie.

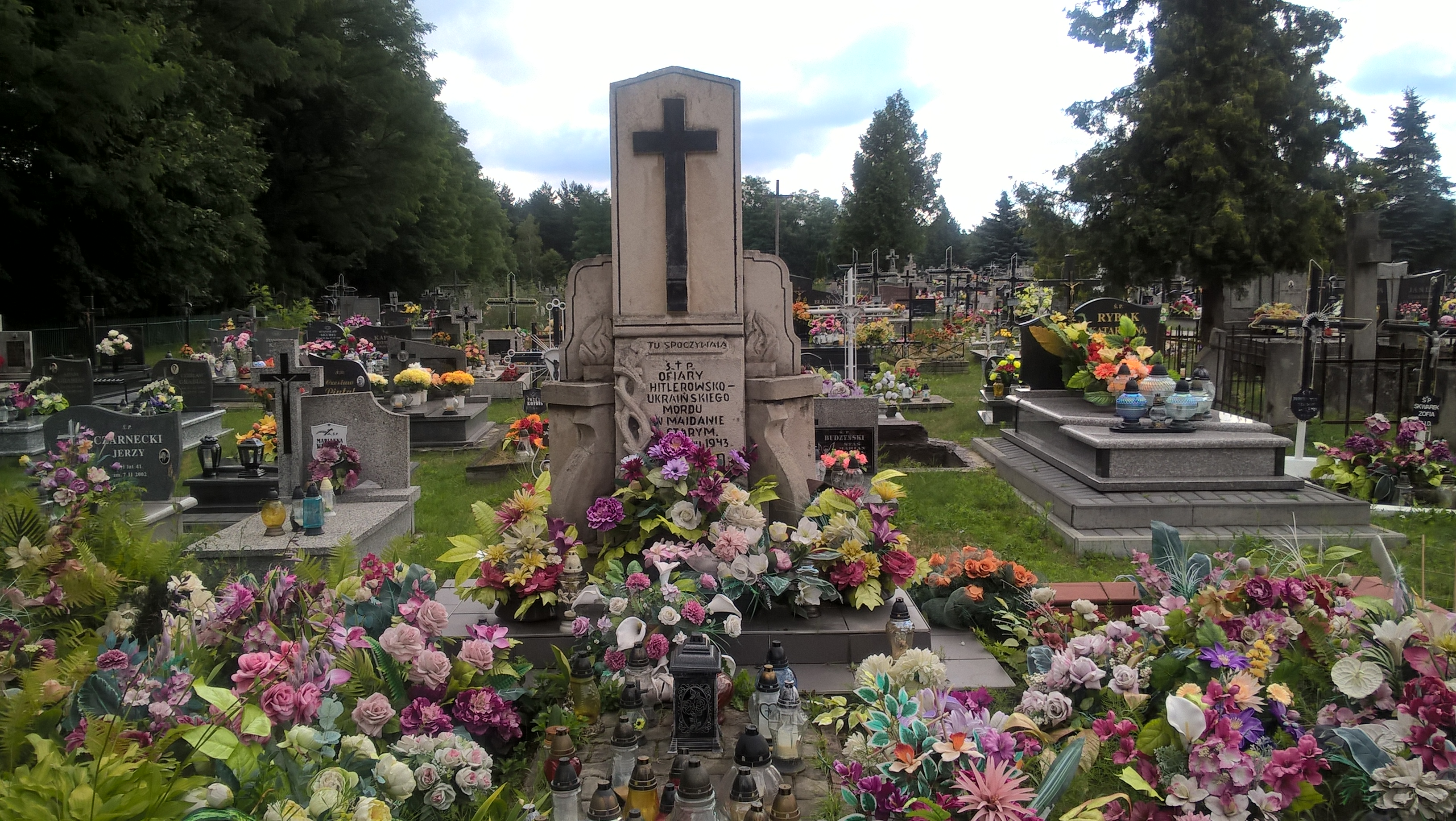
Grób ofiar pacyfikacji Majdanu Starego i Nowego w 1943
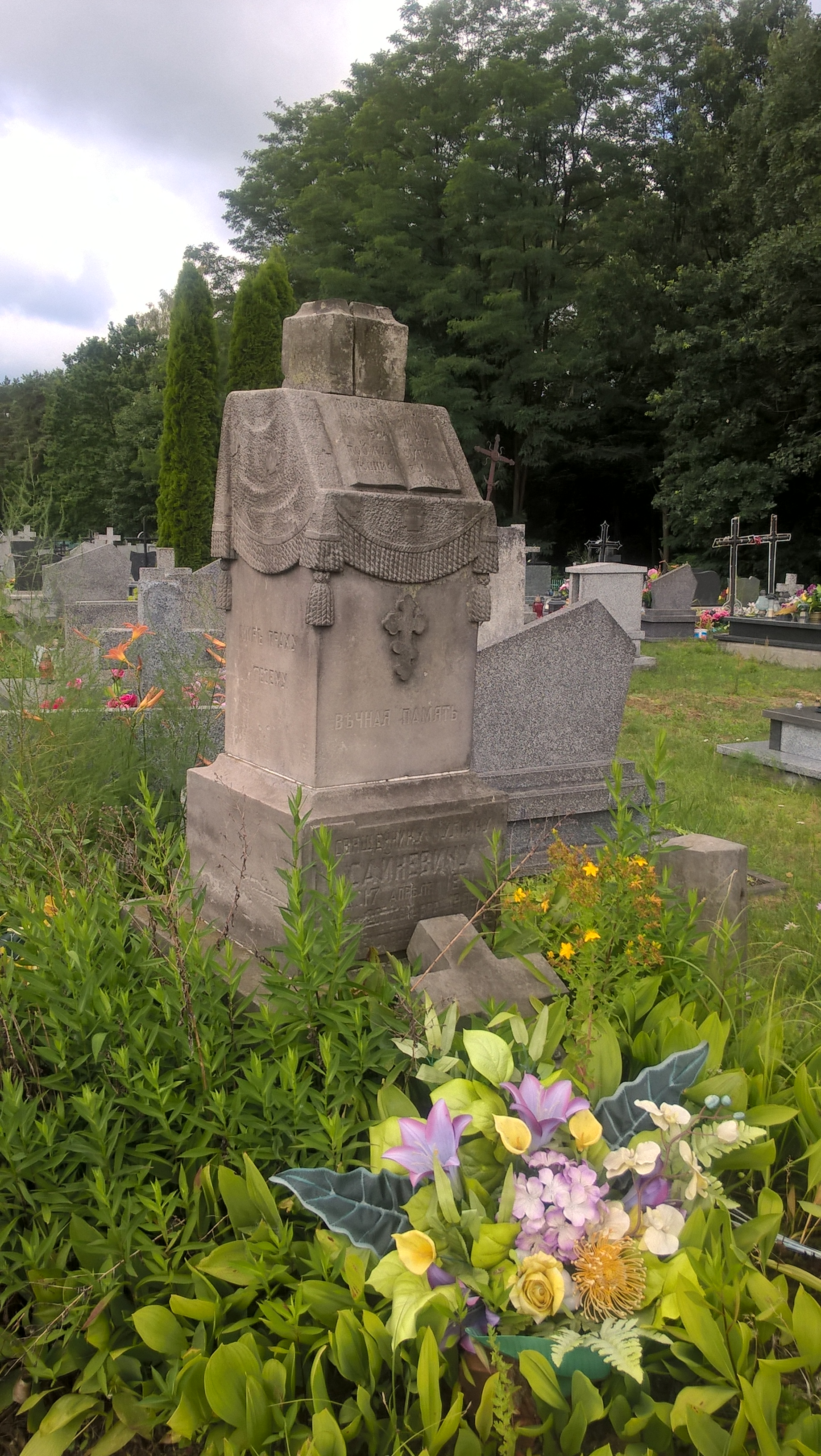
Grób ks. Juliana Sajkiewicza
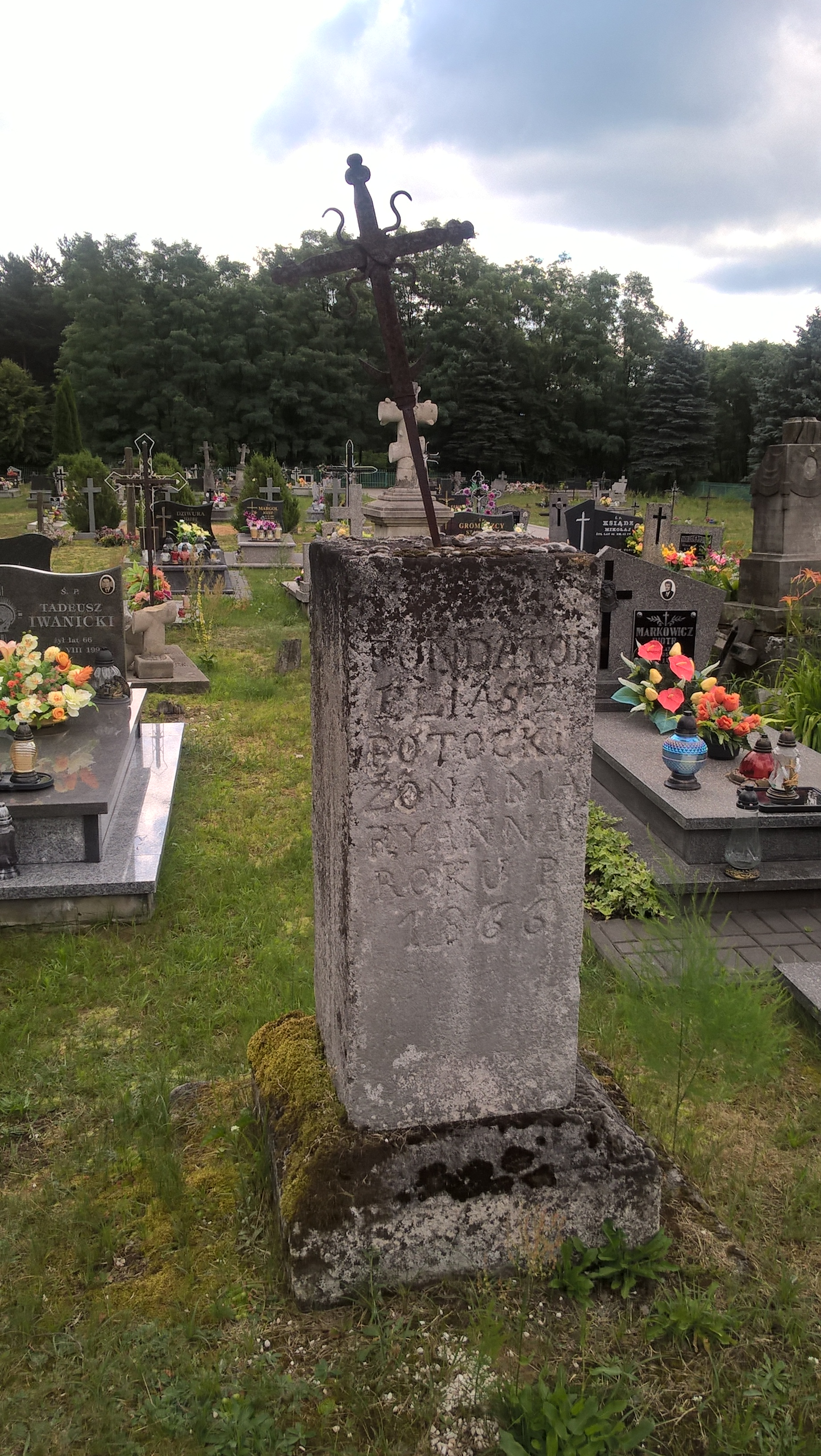
Nagrobek unicki z 1866
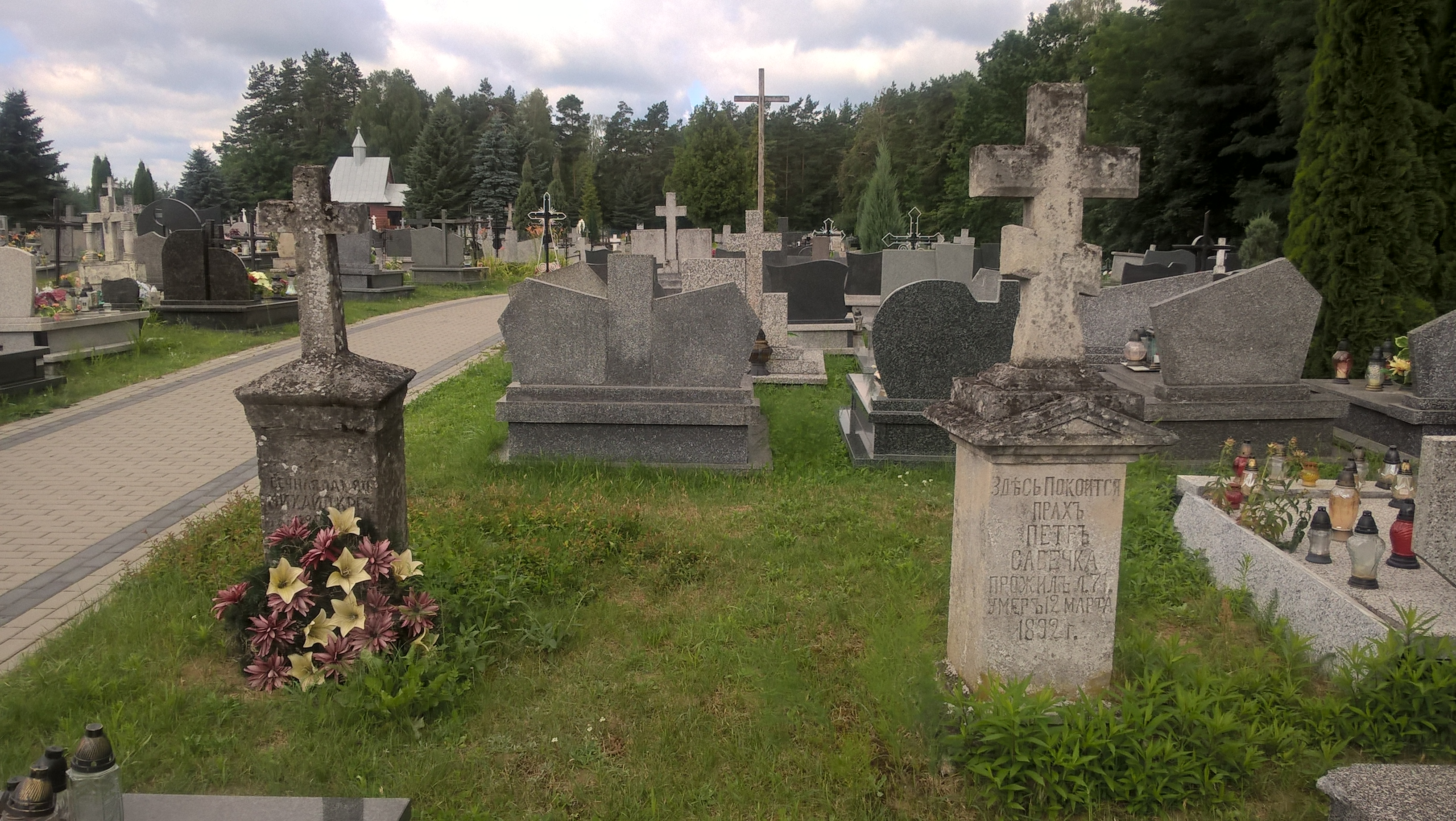
Nagrobki prawosławne z k. XIX w. na tle kwatery rzymskokatolickiej